# Władysław Adamczyk (inżynier)
Władysław Adamczyk (ur. przed 1860, zm. 15 czerwca 1915 w Białej) – polski inżynier budownictwa, działacz sokoli i społeczny.

## Życiorys
Był synem Franciszka i Józefy z domu Śliwińskiej.
Ukończył studia techniczne uzyskując tytuł inżyniera. W okresie zaboru austriackiego w ramach autonomii galicyjskiej wstąpił do c. k. służby państwowej w sferze budownictwa. Jako urzędnik C. K. Namiestnictwa od około 1879 w randze praktykanta budownictwa pracował w oddziale budowniczym starostwa c. k. powiatu rzeszowskiego. W 1882 został mianowany adiunktem budownictwa i przeniesiony z Rzeszowa do Białej. Był zatrudniony w oddziale budowniczym starostwa c. k. powiatu bialskiego, w którym od około 1882 był adiunktem budownictwa, w tej randze od około 1886 pracował przy budowie drogi Bursztyn-Łopuszna, a od około 1889 był pierwszym inżynierem. Jako inżynier decyzją C. K. Namiestnictwa w 1892 został przeniesiony z Białej do Sanoka (w przeciwnym kierunku został przeniesiony inż. Klemens Lewicki). Podjął pracę w urzędzie budowniczym starostwa c. k. powiatu sanockiego, gdzie był kierownikiem od 1892 w randze inżyniera, w grudniu 1895 został mianowany starszym inżynierem i nadal pracował na swoim stanowisku (określany też jako nadinżynier). W 1897 funkcjonował w charakterze rządowym. W 1892 został mianowany komisarzem nadzoru kotłów parowych dla powiatów brzozowskiego, liskiego, sanockiego. Przed 1902 był w składzie komisji opiniującej powstanie pomnika Tadeusza Kościuszki w Sanoku.
Od około 1904 był delegatem Wydziału Krajowego do wydziału fachowej szkoły uzupełniającej w Sanoku. Został członkiem zwyczajnym Macierzy Szkolnej dla Księstwa Cieszyńskiego. Był członkiem założycielem sanockiego gniazda Polskiego Towarzystwa Gimnastycznego „Sokół”, pełnił funkcje członka wydziału (1892), wiceprezesa (1896), prezesa od 1897 do 1906 (25 lutego 1899 ponownie wybrany prezesem na kolejne trzy lata), otrzymał tytuł członka honorowego. Był inicjatorem utworzenia boiska sportowego, jako obiektu funkcjonującego poza gmachem sokolim (ostatecznie w 1897 boisko powstało na terenie tzw. „Sędziówki” w ramach Sanockiego Klubu Sportowego pod prezesurą Michała Jorkascha-Kocha). Otrzymał tytuł prezesa honorowego sanockiego „Sokoła”, a inicjały jego i żony (M.) zostały umieszczone w drzewcu sztandaru TG Sokół w Sanoku, na jednym z 125 gwoździ upamiętniających członków gniazda. 28 marca 1896 został wybrany prezesem Czytelni Chrześcijańskiej „Ogniwo” w Sanoku. Został wiceprezesem Towarzystwa Kasy Zaliczkowej w Sanoku. 28 września 1904 i 28 września 1905 był wybierany członkiem wydziału „Towarzystwa Bursy”, sprawującego pieczę nad Bursą Jubileuszową im. Cesarza Franciszka Józefa w Sanoku. Był jednym z założycieli stowarzyszenia Towarzystwo Młodzieży Polskiej „Znicz” w Sanoku, powołanego 17 lipca 1904, zostając jego członkiem wspierającym, a na początku 1905 został wybrany członkiem sądu polubownego tej organizacji. Był skarbnikiem Towarzystwa Korpusów Wakacyjnych w Sanoku. 3 marca 1906 w Sanoku odbyła się uroczysta wieczornica stanowiąca pożegnanie z miastem Władysława Adamczyka, który otrzymał wówczas dyplom członka honorowego członka sanockiego „Sokoła”, przyznany decyzją z 18 lutego 1906.
Decyzją c. k. Namiestnika na początku lutego 1906 jako starszy inżynier został przeniesiony z Sanoka do Lwowa. W 1906 został dyrektorem zarządu „Towarzystwa kredytowego dla urzędników i sług państwowych dla budowy domów mieszkalnych członkom i dostarczania tymże członkom artykułów spożywczych” w Sanoku. Podjął pracę w oddziale budowniczym c. k. Namiestnictwa we Lwowie, gdzie od 1906 był nadinżynierem, następnie jako starszy inżynier starszy inżynier pod koniec 1907 został mianowany przez c. k. ministra spraw wewnętrznych radcą budownictwa, zaś po przekształceniach strukturalnych od około 1908 był radcą budownictwa w Departamencie Technicznym c. k. Namiestnictwa we Lwowie, około 1911 mianowany c. k. starszym radcą budownictwa (niem. Ober-Bau-Rat) pełnił funkcję w kolejnych latach. W Departamencie Technicznym kierował działem budowy dróg i mostów nieerarialnych. Od około 1909 był egzaminatorem komisji egzaminacyjnych kandydatów na autoryzowanych techników prywatnych, w tym na autoryzowanych inżynierów budownictwa, względnie inżynierów budownictwa i kultury (od około 1912 zastępca przewodniczącego tej komisji), a od około 1910 na autoryzowanych geometrów względnie geometrów i techników kultury (od około 1912 zastępca przewodniczącego tej komisji). Był autorem sprawozdania z I Kongresu Drogowego w Paryżu z października 1908, opublikowanego w „Czasopiśmie Technicznym” w 1910.
Od 1878 do końca życia był członkiem zwyczajnym Towarzystwa Politechnicznego we Lwowie. Należał do Sodalicji Mariańskiej. W swoim życie aktywnie udzielał się w organizacjach o charakterze społecznym, humanitarnym i naukowym. 2 lutego 1913 został przewodniczącym zarządu Związku Inżynierów Galicyjskiego Namiestnictwa we Lwowie. Był kilkukrotnie wybierany prezesem tego zrzeszenia.
Pod koniec 1914 podczas I wojny światowej przebywał w Białej. Zmarł w trakcie pracy w biurze 15 czerwca 1915 w Białej. Został pochowany w Białej 19 czerwca 1915, a w pogrzebie uczestniczył przebywający wówczas w mieście c. k. Namiestnik Galicji, Witold Korytowski. Zawiadomiony o śmierci inż. Adamczyka jego znajomy dr Karol Zaleski wspominał go ciepłymi słowami w swoim pamiętniku notując m.in. słowa: „cześć pamięci tak szlachetnej duszy ludzkiej, serca tak kochającego Polskę ujarzmioną – i jutrzenkę...”.

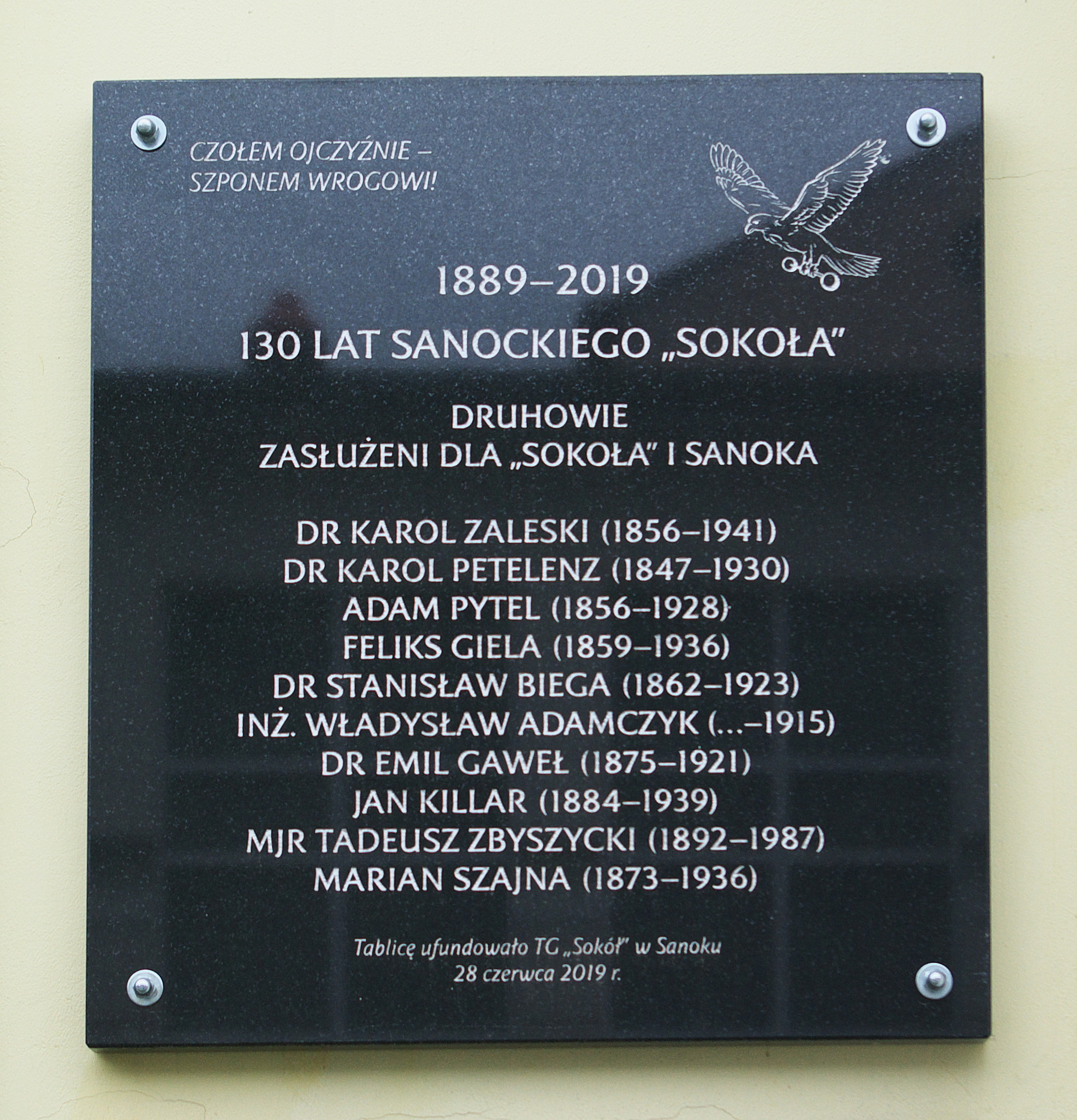
Tablica upamiętniająca działaczy sokolich w Sanoku

Władysław Adamczyk był żonaty z Marią Romualdą z domu Janiszewską (ur. 1861, córka Wiktora Janiszewskiego, aptekarza z Przeworska). Jego dziećmi byli: Janina (wzgl. Joanna, ur. 1884, od 1900 zamężna z Stanisławem Basińskim, profesorem C. K. Gimnazjum Męskiego w Sanoku, od 1940 żona Władysława Studzińskiego), Zdzisław (1886-1940, podpułkownik dyplomowany Wojska Polskiego, ofiara zbrodni katyńskiej), Tadeusz (1893-1944, nauczyciel, rozstrzelany przez Niemców podczas powstania warszawskiego). W Sanoku rodzina Adamczyków zamieszkiwała na Wójtostwie.
Podczas uroczystości 130-lecia gniazda TG „Sokół” w Sanoku 29 czerwca 2019 na gmachu tegoż została odsłonięta tablica upamiętniająca 10 działaczy zasłużonych dla organizacji sokolej i Sanoka, w tym Władysława Adamczyka.

## Odznaczenia
austro-węgierskie
- Brązowy Medal Jubileuszowy Pamiątkowy dla Sił Zbrojnych i Żandarmerii (przed 1911)[37]
- Medal Jubileuszowy Pamiątkowy dla Cywilnych Funkcjonariuszów Państwowych (przed 1911)[37]
- Krzyż Jubileuszowy dla Cywilnych Funkcjonariuszów Państwowych (przed 1911)[37]